# Pagoda
Pagoda ist eine Band aus Brooklyn (New York) mit Michael Pitt als Sänger und Gitarrist.
Ihr erstes offizielles Album Pagoda erschien 2007, davor war 2005 ein Demo mit fünf Songs erschienen. Der Name Pagoda leitet sich von Pagode ab.

## Diskografie
- 2005: The Lonely Journey (EP)
- 2007: Pagoda (Album)
- 2008: Happy Free B-Sides (EP)
- 2013: Rebirth (EP)